# Ngọc Mỹ, Quốc Oai
Ngọc Mỹ là một xã thuộc huyện Quốc Oai, thành phố Hà Nội, Việt Nam.
Xã có diện tích 5,56 km², dân số năm 1999 là 9.147 người, mật độ dân số đạt 1.645 người/km².